# Źrenica wejściowa

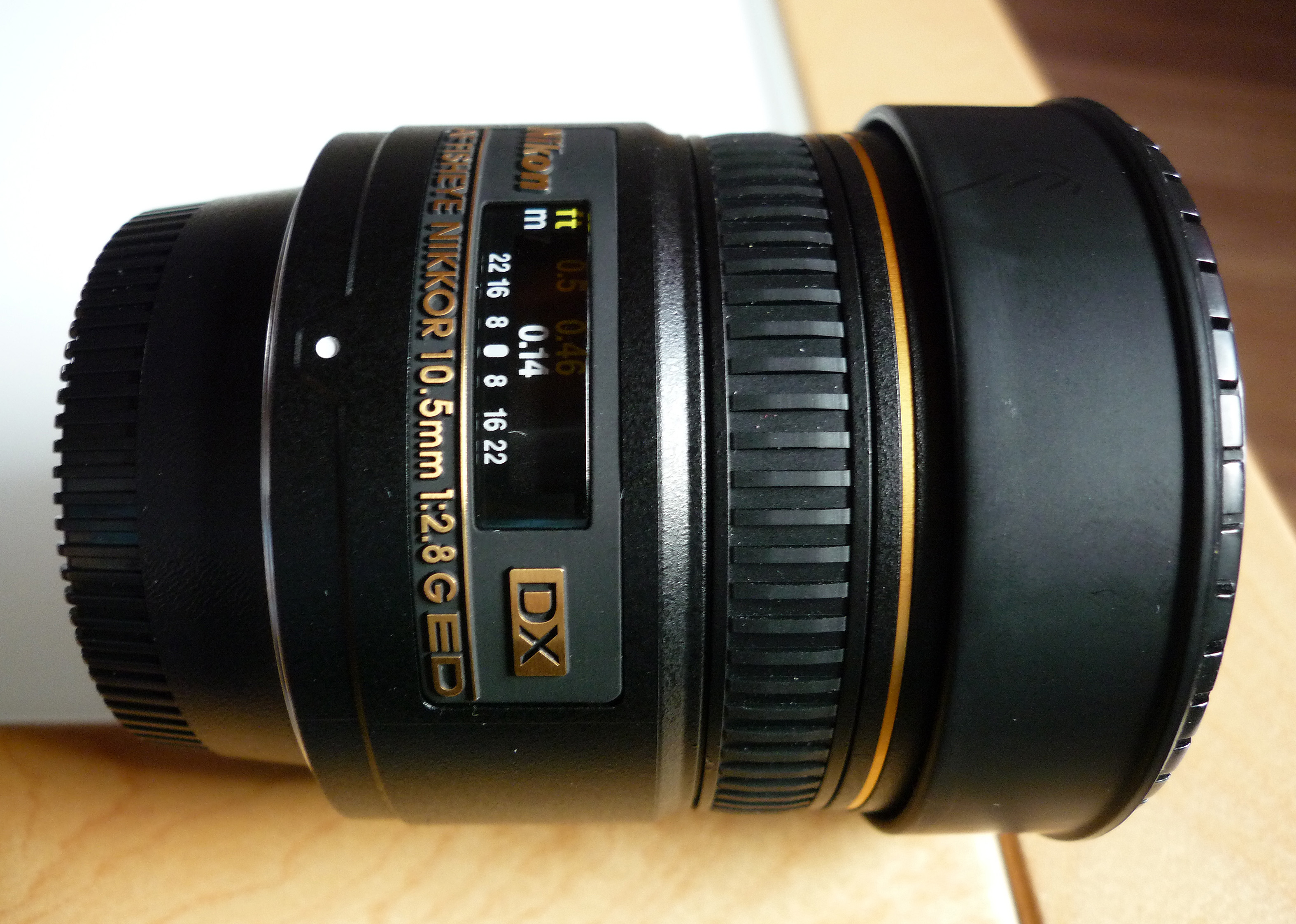
Złoty pasek w miejscu źrenicy wejściowej.

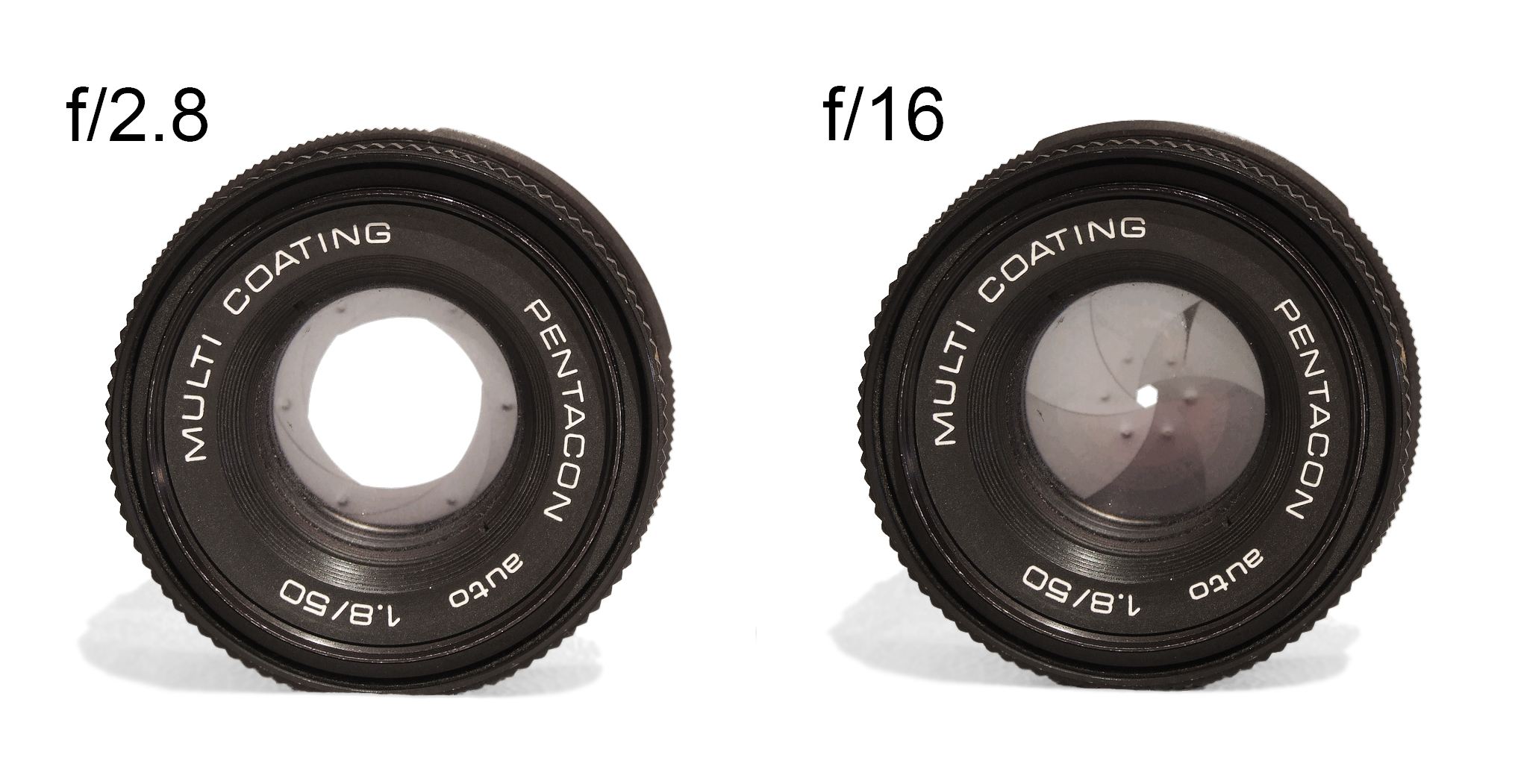

Źrenica wejściowa – obraz przysłony obiektywu widziany przez przednią soczewkę. Na środku źrenicy wejściowej znajduje się punkt bez paralaksy wykorzystywany przy fotografii panoramicznej.
Źrenica wejściowa pokrywa się z przysłoną tylko, gdy przed przysłoną nie ma soczewki np. w obiektywie otworkowym. Dla pozostałych przypadków jest wyznaczana optycznie np. przy kalibracji głowic panoramicznych lub wyliczana przy projektowaniu obiektywu. Dla niektórych obiektywów pozycja źrenicy wejściowej jest podawana lub można tę informację znaleźć w internecie.